# Provincia de Caylloma
La provincia de Caylloma es una de las ocho que conforman el departamento de Arequipa en el sur del Perú.
Limita por el norte con el departamento del Cusco, por el este con el departamento de Puno, por el sur con la provincia de Arequipa y por el oeste con la provincia de Castilla.

## Capital
La capital de la provincia es la ciudad de Chivay.

## División administrativa
La provincia tiene una extensión de 14 019,46 km² y se encuentra dividida en 20 distritos:
| - Achoma - Cabanaconde - Callalli - Caylloma - Chivay - Coporaque - Huambo | - Huanca - Ichupampa - Lari - Lluta - Maca - Madrigal - Majes | - San Antonio de Chuca - Sibayo - Tapay - Tisco - Tuti - Yanque |

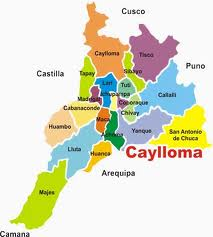
Mapa distrital de la provincia de Caylloma

El 21 de diciembre de 1999, se crea el nuevo distrito de Majes, designándose como su capital al centro poblado El Pedregal, elevado a la categoría de villa y conformado por territorios desmembrados de los distritos que ocupaba de las provincias de Caylloma, Camaná y Castilla.

## Etimología del nombreCaylloma
En la actualidad no hay datos precisos ni informes en cuanto al origen de la palabra Caylloma. Pero la opinión más aceptada es la que sostiene que es de origen quechua derivada de los vocablos Cay Ayllu Huma que significan 'cabeza de aillu' y así es como se fundó en esa época.

## Historia

### Época preínca
En la época preincaica, se dice que había tres géneros de gente que se distinguía por su lengua y por sus vestimentas: los collaguas, los cabanas y los de Tapay (por su ubicación geográfica eran autosuficientes, neutrales y los más pacíficos, una etnia casi aislada, era la Suiza de aquellos tiempos).
Los collaguas, que ocupaban la zona oriental de la cuenca del río Colca, que comprende a los habitantes del distrito de Caylloma, lo que es hoy las provincias de Espinar, Chumbivilcas. Se dice que eran gente belicosa y guerrera, y los habitantes de las partes bajas, ahora los distritos de Callalli, Chivay, Yanque, Achoma, Maca, Sibayo, Tuti, Coporaque, Ichupampa, Lari , Madrigal, más pacíficos, ya que los de altura continuamente sostenían lucha con los pueblos más trabajadores agricultores, estos eran amantes de fiestas y diversiones, poco codiciosos y tímidos.
Los cabanas ocupaban la zona occidental de la cuenca del mismo río, había un intercambio intenso comercial por medio del trueque con todos los pueblos orientales, eran privilegiados porque producían un tipo de maíz especial muy requerido como en los actuales instantes. Cada pueblo tenía su fortaleza en el tipo de producto que tenían a raíz del piso ecológico en el cual se ubicaban.
El historiador Dr. José de la Riva Agüero dice al respecto: «La provincia de Caylloma fue invadida en el periodo preínca por el lado de Velille y el nevado de Colaguata, venciendo a los naturales y echándolos del territorio para luego quedarse en ellos; penetraron por el noreste y de ahí se extendieron a las zonas de lucanas y los chocorbos».

### Época incaica
En la época incaica, según los historiadores, fue el inca Mayta Cápac quien vino del Cusco, informado que en la región de los cabanas y collaguas se asentaban poblados muy pudientes y bien poblados y trabajadores, llegando primero a Coporaque y en ese pueblo se enamoró de Mama Yachi y ésta le pide como requisito de unión que le construyese un gran palacio y un puente para ir a cruzar a Chimpa (ahora Chivay), en honor a ello se construyó una gran casa de cobre para que vivieran, los incas organizaron su gobierno en aillus o parcialidades.
Caylloma estaba situado antiguamente en un lugar denominado Maucacaylloma, que quiere decir 'viejo Caylloma' muy cerca de Cuchu Capilla a unos 35 km de la capital del distrito actual. Allí hay numerosas ruinas como galpones, calles empedradas y perfectamente delineadas, se encuentran las famosas minas de oro y plata que aún explota Caylloma.

### Época colonial
Según los datos, en la época del coloniaje, el conquistador fue Francisco Pizarro. En 1547 y 1560, llegaron los misioneros franciscanos junto con Gonzalo Pizarro con la orden de cristianizar a los collaguas en donde edificaron y fundaron iglesias.
Por la importancia de las famosas minas del distrito de Caylloma el 3 de junio de 1565 se la hizo provincia separada. Pero con el nombre de Collagua. En 1631 fue declarada capital de la provincia de Caylloma por el descubrimiento de las minas.
En el virreinato, el principal asiento minero de plata, oro y plomo era Caylloma, se extraía la plata en grandes cantidades con la explotación y muerte de los indios. 
En el año 1666, los españoles construyeron el puente sobre el río Apurimac que es utilizado actualmente, ya que por allí pasa la carretera Caylloma-Arequipa y también utilizada por las minas Caylloma, Arcata, Orcopampa, Chila, etc.

### Época de la emancipación
En los albores de la emancipación, el pueblo de Caylloma participó activamente amotinándose contra los españoles, librando algunas batallas a las orillas del río Hornillas.

## Autoridades

### Regionales
- Consejeros regionales
  - 2023-2026[1]

  1. Osias Ortiz Ibañes (Yo Arequipa)
  2. Yesenia Choquehuanca Cruz (Fuerza Arequipeña)

### Municipales
- 2023-2026[1]
  - Alcalde: Lic. Alfonso Mamani Quispe (Fuerza Arequipeña)
  - Regidores:

  1. José Rafael Fransisco Chipana Mercado (Fuerza Arequipeña)
  2. Ana María Paucar Huamaní (Fuerza Arequipeña)
  3. Gerardo Jesús Prado Salinas (Fuerza Arequipeña)
  4. Juan Wenceslao Ccallo Llallacachi (Fuerza Arequipeña)
  5. Maribel Vilcahuamán Taco (Fuerza Arequipeña)
  6. Carlos Erick Choquecondo Churo (Fuerza Arequipeña)
  7. Lucía Concepción Flores Ramos (Yo Arequipa)
  8. Maritza Giovanna Vargas Ramos (Juntos por Arequipa)
  9. Guzmán Huacallo Tejada (Alianza Para el Progreso)

## Festividades
- Fiesta de La Virgen de la Asunta (Danza Turko Tusuy)
- Fiesta de Tinka de Alpaca: Ritual ganadero del caserío de Talta Warawara